# Mata Atlântica

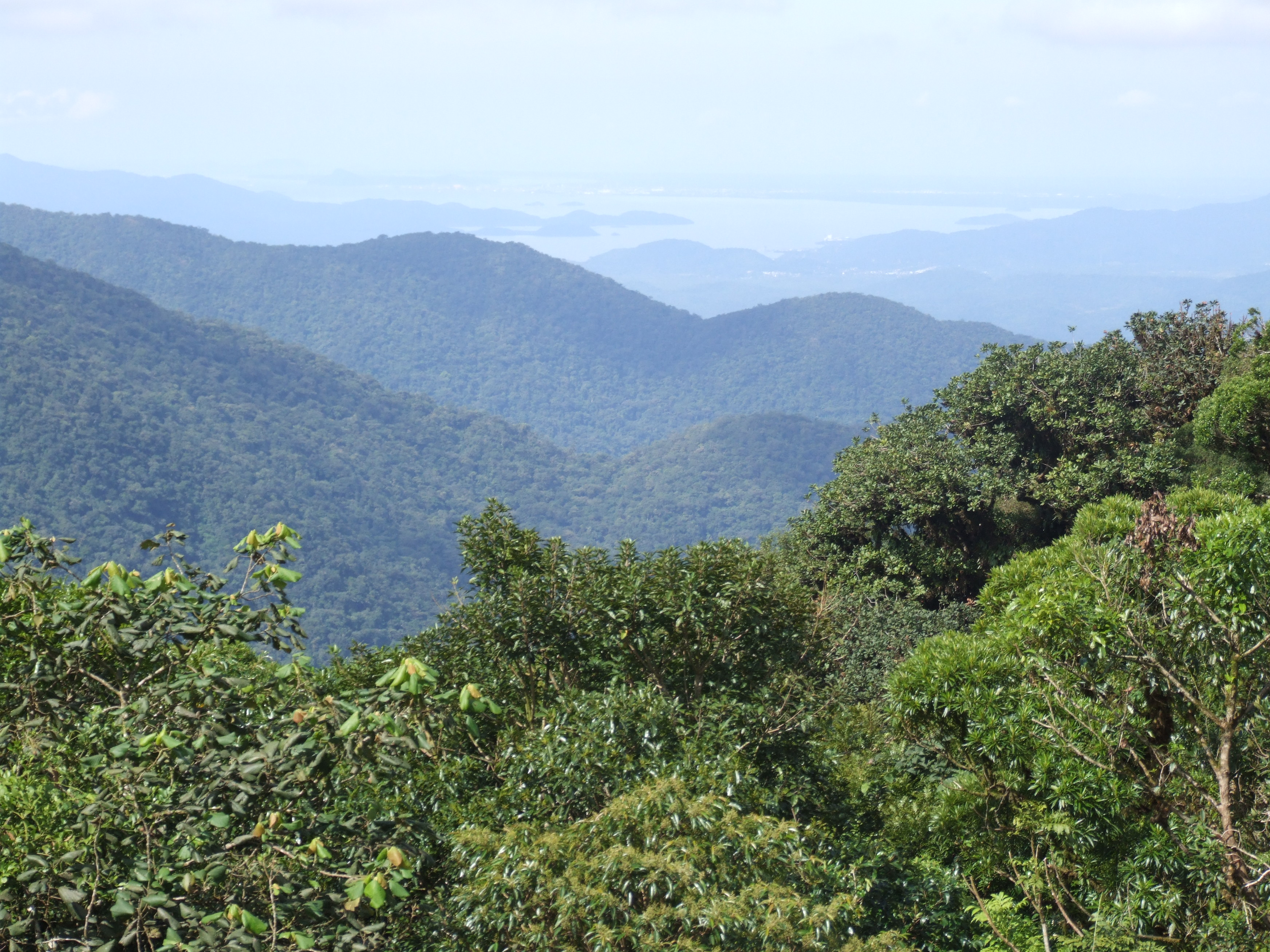
Mata Atlântica in der Serra do Mar mit Blick auf die Bucht von Antonina, Paraná

Die Mata Atlântica (deutsch Atlantischer Regenwald) ist eine tropisch/subtropische Ökoregion, die sich an der Ostküste Brasiliens von Rio Grande do Norte bis Rio Grande do Sul und ins Innere des Kontinents bis Goiás, Mato Grosso do Sul, Argentinien und Paraguay erstreckt. Sie ist durch die Savannenregion (Cerrado) der zentralen Hochebenen und durch die nordöstlichen Trockengebiete (Sertão) von dem weitaus größeren und bekannteren tropischen Regenwald des Amazonasbeckens getrennt.
Die Ökoregion besteht nahe der Küste (je nach Höhenstufe) aus tropischem Regenwald, Bergregenwald, Wolken- oder Nebelwald. Im südlichen Drittel geht der Wald in subtropischen Regenwald oder Lorbeerwald mit Araukarien (Floresta ombrófila mista) über und in Richtung des trockeneren Ostens in Monsunwald.

## Areal

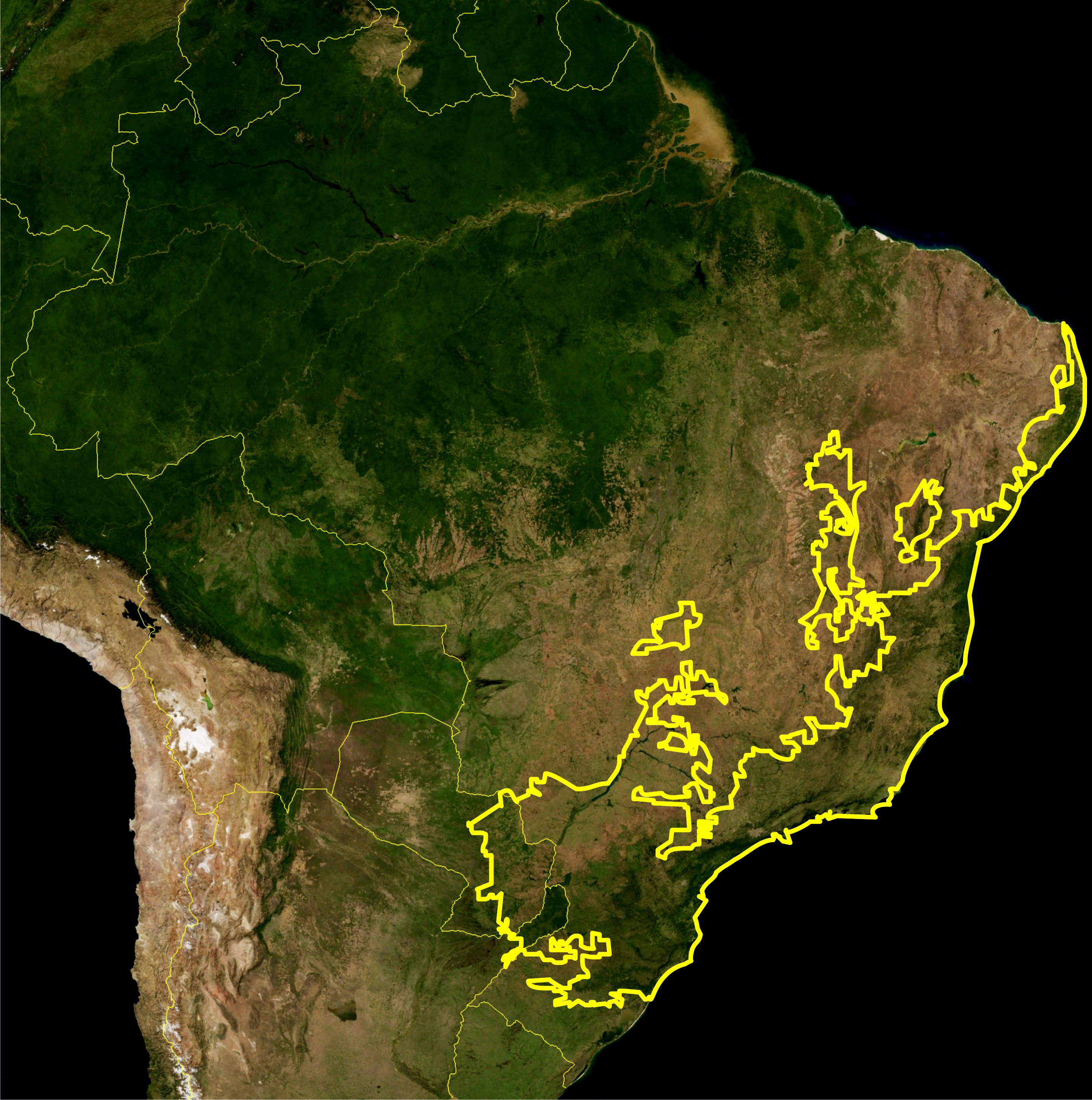
Ursprüngliche Ausdehnung des Atlantischen Regenwalds gemäß WWF im NASA-Satellitenbild.

Durch die Abholzung, die hauptsächlich im 20. Jahrhundert stattfand, wurde die Fläche extrem reduziert. Die Mata Atlântica ist heute einer der am stärksten bedrohten tropischen Wälder. Die Biodiversität ist eine der höchsten der Welt, obwohl nur noch unzusammenhängende Reste existieren. Die Mata Atlântica bedeckte nicht nur die oft schmalen Küstenebenen, sondern insbesondere auch die steilen Abhänge des brasilianischen Hochlandes, so entstanden auf kleinstem Raum große Unterschiede in Vegetation und Tierwelt. Die steilen Abhänge sind noch die am besten erhaltenen Abschnitte des Waldes, sogar in der Nähe von Großstädten wie São Paulo oder Rio de Janeiro. Insgesamt waren es etwa 1.290.000 km², 15 % der Fläche Brasiliens, 1 % ist übrig geblieben. Von 95.000 km², die übrig geblieben sind, sind 75 % stark gefährdet. Internationale und nationale Schutzmaßnahmen sind notwendig. Relativ kleine Gebiete fallen als Nationalpark oder Ähnliches unter das SNUC (Sistema Nacional de Unidades de Conservação). Ein wirksamer Schutz ist mangels Personal vor Ort oft nicht möglich.
1993 wurde die Mata Atlântica in 14 Bundesstaaten Brasiliens zum UNESCO-Biosphärenreservat erklärt. 17 Bundesstaaten waren mehr oder weniger von der Mata Atlântica bedeckt. Von Nord nach Süd sind dies (jeweils mit dem Anteil an der Gesamtfläche des Bundesstaats):
- Piauí, 9 %
- Ceará, 3 %
- Rio Grande do Norte, 6 %
- Paraíba, 12 %
- Pernambuco, 18 %
- Alagoas, 52 %
- Sergipe, 32 %
- Bahia, 31 %
- Goiás, 3 %
- Espírito Santo, 100 %
- Minas Gerais, 45 %
- Rio de Janeiro, 99 %
- São Paulo, 80 %
- Mato Grosso do Sul, 14 %
- Paraná, 97 %
- Santa Catarina, 99 %
- Rio Grande do Sul, 47 %

## Geschichte

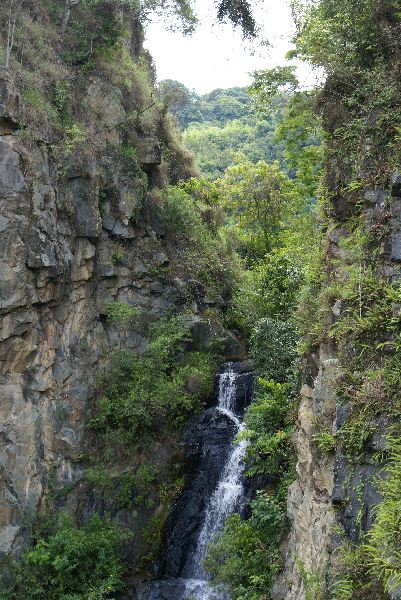
Wasserfall bei Curitiba

Bedingt durch die Passatwinde erstreckt sich die Mata Atlântica als Tropenwald unüblich weit in subtropische Regionen. Dies war nicht immer so, während der Eiszeit waren weite Flächen Trockenwald oder gar Halbwüsten.
Die Erkundung und Erschließung Brasiliens durch Europäer begann ab der Entdeckung im Jahr 1500 von zahlreichen Küstenorten aus. Frühe Berichte nennen den Küstenurwald einen dichten, fast unberührten Wald, der von zahlreichen indigenen Völkern bewohnt war, unter anderem den Wassu, Pataxó, Tupiniquim, Gerén, Guarani, Krenak, Kaiowa, Nandeva, Terena, Kadiweu, Potiguar, Kaingang und Guarani M'Bya.
1502 wurde der erste kommerzielle Kontrakt zur Ausbeutung des Holzes geschlossen; das Brasilholz gab dem Land seinen Namen (Terra Brasilis). Neben Hölzern gewannen die Europäer aus dem Küstenwald Jaguarfelle, Häute von Schlangen, Capybaras, Kaimanen und anderen Tieren, Schildkrötenpanzer und Federn.
Im Nordosten Brasiliens wurde der Küstenwald für den Anbau von Zuckerrohr fast vollständig gerodet. Im Süden wurde der Kaffeeanbau zum Hauptgrund der Entwaldung.
Zwischen 1990 und 1995 wurden etwa 5000 km² abgeholzt, in Relation zur Fläche ist das mehr als im Amazonas-Gebiet. Die größten Waldgebiete gibt es noch in Rio de Janeiro, Minas Gerais, São Paulo und Paraná, besonders in den drei ersten ist der Bestand durch Urbanisierung und Zersiedelung unter Druck.
Aus einer 2009 veröffentlichten Studie geht hervor, dass 80 Prozent der noch verbliebenen Waldfläche aus Stücken von weniger als 0,5 Quadratkilometern besteht, die im Mittel 1,4 Kilometer voneinander entfernt sind; dadurch sei die Wanderung von Tieren zwischen den verbliebenen Flächen äußerst schwierig. Zudem seien nur 14 Prozent dieser Flächen als Schutzgebiete ausgewiesen.
Die Zerstörung von Brasiliens Wäldern nahm unter dem rechtsextremen Präsidenten Jair Bolsonaro dramatisch zu. 2021 wurden im Mata Atlântica in nur zwölf Monaten 20.000 Hektar Wald zerstört – ein Anstieg um 66 Prozent im Vergleich zum Vorjahreszeitraum. Dadurch ist das Äquivalent von 10,3 Millionen Tonnen Kohlendioxid in die Atmosphäre freigesetzt worden.

## Biodiversität
Der Artenreichtum der Mata Atlântica ist höher als der des Amazonasbeckens. Mit einer Vielzahl endemischer Arten, von denen über 30 Prozent nirgendwo sonst zu finden sind, hat sich der Atlantische Wald zu einem komplexen Biotop entwickelt. Auf Grund der unterschiedlichen Höhenlagen bis zu Gebirgsklimaten sowie der isolierten Lage vieler Waldteile sind die Unterschiede in Flora und Fauna sehr hoch. In manchen Arealen finden sich über 450 verschiedene Baumarten und 120 verschiedene Tierspezien pro Hektar. Zu den bekanntesten Arten gehören der Jaguar, der Ozelot und der Buschhund (Speothos venaticus). Viele Primaten, die im Mata Atlântica endemisch sind, sind stark vom Aussterben bedroht. Wegen der hohen Niederschläge besonders an den Berghängen gibt es eine dichte Vegetation. Bis zu 60 Meter hohe Bäume bilden eine geschlossene grüne Decke, unter der ein immerfeuchtes und schattiges Mikroklima existiert, welches den diversen Pflanzentypen einen Lebensraum ermöglicht.
Typische und häufige Pflanzen sind Moose, Cipós, Bromelien und Orchideen. Inklusive der Insekten gibt es angeblich 1,6 Millionen Arten. Mindestens 8000 Pflanzen- und Tierarten sind endemisch: 55 % der Baumarten, 70 % der Bromelien, 64 % der Palmen, 39 % der Säugetiere, 160 Vogelarten und 183 Amphibien. Mit Sicherheit sind schon viele Arten ausgestorben, bevor sie katalogisiert wurden. Bedrohte Tierarten sind z. B. Kragenfaultier, Büschelaffen und Löwenäffchen. In der Mata Atlântica werden jedoch auch immer wieder neue Arten entdeckt, so wie zwischen 1990 und 2006 über tausend neue Blütenpflanzen.

## Schutz der Mata Atlântica

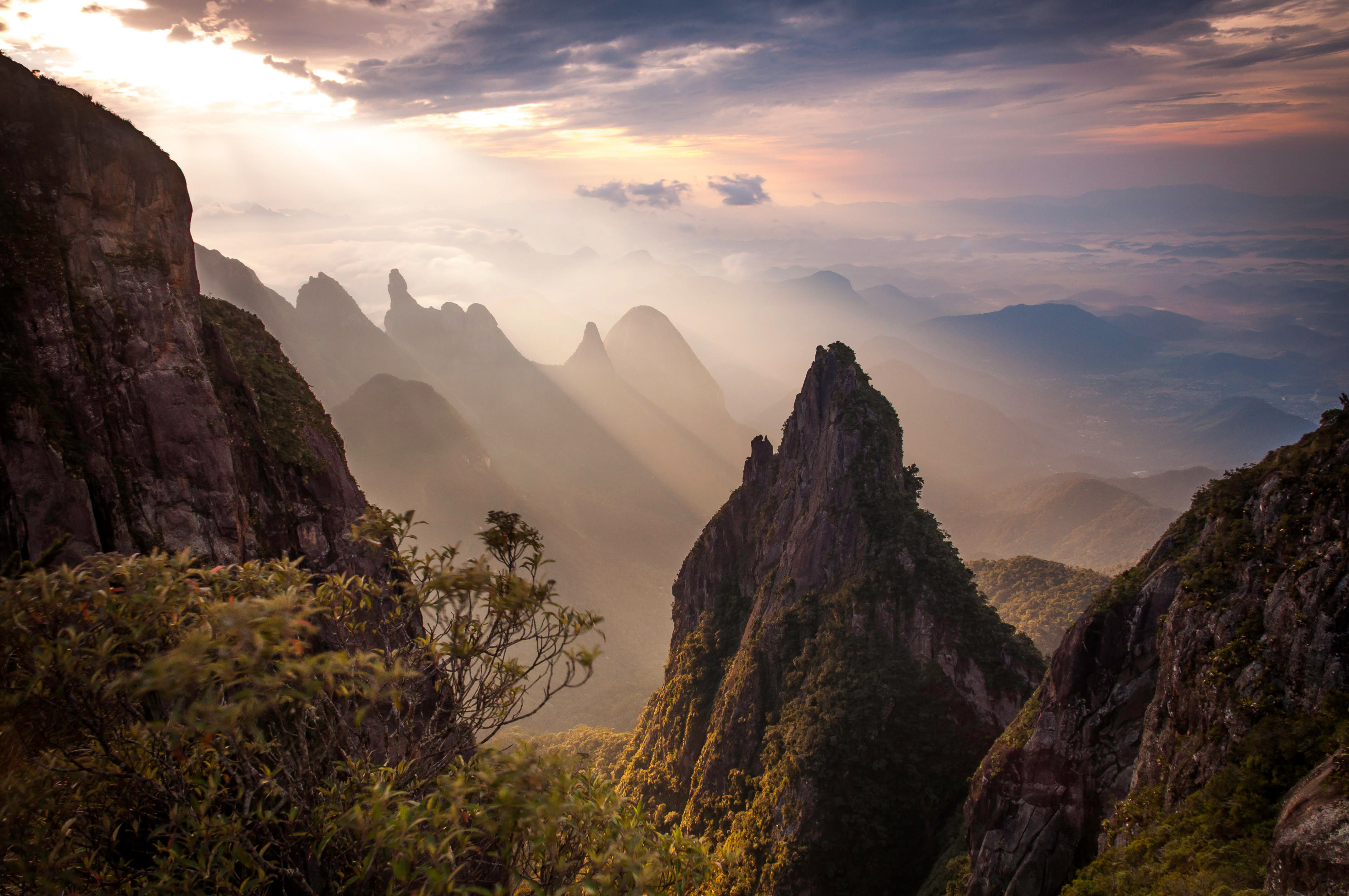
Felsformation Dedo de Deus („Gottes Finger“) im Nationalpark Serra dos Órgãos

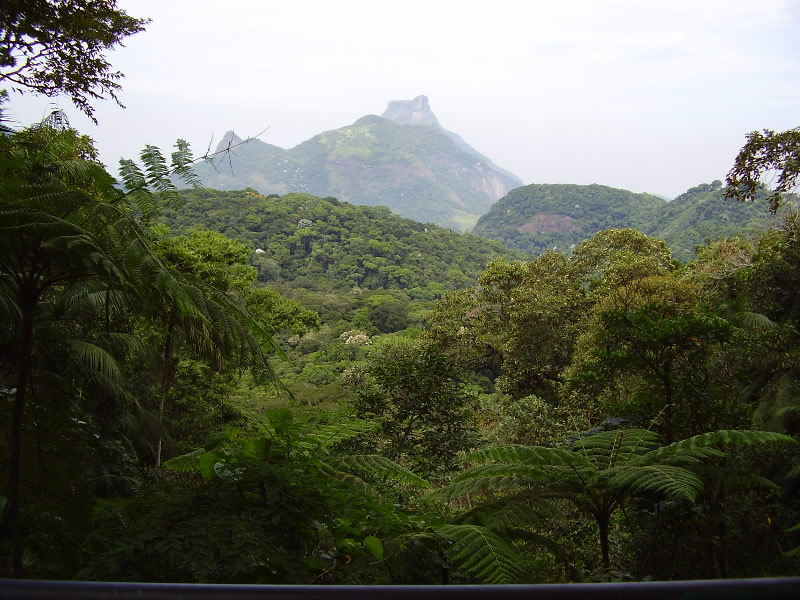
Nationalpark Tijuca, auf dem Stadtgebiet von Rio de Janeiro

Mehr als 90 Prozent des Mata Atlantica sind bis heute vernichtet. 1988 bekam die Mata Atlântica als nationales Erbe Schutz durch die Verfassung. Gesetze regeln inzwischen, dass der Urwald geschützt ist und dass die Ausbeutung des Sekundärwalds geregelt ist. Je nach Einsatz regionaler Institutionen und Personen wird die Zerstörung gestoppt bzw. wird die Fläche mit nativer Vegetation ausgeweitet. Dennoch hat Brasilien in den letzten drei Jahrzehnten 45.000 Quadratkilometer Schutzgebiete verloren. Bestehende Reservate werden immer wieder von illegalen Holzfällern, Goldgräbern, Farmern, Fischern und Jägern heimgesucht.
Es gibt 712 Schutzgebiete (131 staatlich, 443 bundesstaatlich, 14 städtisch, 124 privat). Einige der bekanntesten sind:
- in Rio Grande do Norte, der Parque das Dunas
- in Bahia Chapada Diamantina, der Meerespark Abrolhos,
- in Espírito Santo das Zenkloster Morro da Vargem,
- in Minas Gerais Caraça (privat), Nationalpark Serra do Cipó,
- in Mato Grosso do Sul Serra da Bodoquena,
- in Rio de Janeiro Nationalpark Serra dos Órgãos, Nationalpark Tijuca, Nationalpark Itatiaia, Serra da Bocaina, Serra da Mantiqueira
- in São Paulo Cantareira, Juréia, Ilha Anchieta,
- in Paraná Nationalpark Iguaçu, Vila Velha, Ilha do Mel,
- in Rio Grande do Sul Serra Geral

1999 hat die UNESCO zwei Gebiete als Weltnaturerbe ausgewiesen: den Südöstlichen Mata Atlântica in São Paulo und Paraná sowie die Costa do Descobrimento („Küste der Entdeckung“) in Bahia und Espírito Santo.
Viele Bürgergruppen und Nichtregierungsorganisationen im ganzen Land, schwerpunktmäßig im Süden und Südosten, arbeiten für den Schutz und die Wiederaufforstung der Mata Atlântica. Über die Rede de ONGs Mata Atlântica haben sie sich vernetzt.

## Wirtschaft
Etwa 2/3 der brasilianischen Bevölkerung leben im ehemaligen Gebiet der Mata Atlântica. Die heutige wirtschaftliche Nutzung hat mit der früheren Vegetation allerdings wenig zu tun. Wichtig sind heute die Quellgebiete vieler Flüsse und die Rolle als Klimaregulator. Neue Nutzungen sind die Erforschung von Pflanzen für medizinische Zwecke und der Ökotourismus.